# Türgen, Uvs
Türgen (tiếng Mông Cổ: Түргэн) là một sum của tỉnh Uvs ở Mông Cổ. Vào năm 2008, dân số của sum là 1.960 người.

## Lịch sử
Sum Türgen được thành lập vào năm 1925 với tên gọi Bayankhairkhan, thuộc tỉnh Chandmani Uul theo nghị quyết lần thứ 5 của các nhà lãnh đạo Cộng hòa Nhân dân Mông Cổ. Ban đầu sum có 9 bag, 603 gia đình, 2600 nhân khẩu và 97800 gia súc. Từ năm 1931, nó được gọi là sum Türgen.

## Địa lý
Sum có diện tích khoảng 2.253 km2. Trung tâm sum, Khavtsal, nằm cách tỉnh lỵ Ulaangom 34 km và thủ đô Ulaanbaatar 1.988 km.

### Khí hậu
Türgen có khí hậu bán khô hạn. Nhiệt độ trung bình hàng năm trong khu vực là 0 °C. Tháng ấm nhất là tháng 7, khi nhiệt độ trung bình là 22 °C và lạnh nhất là tháng 1, với −26 °C.

## Hành chính
Sum được chia thành 3 bag (xã):
- Bayankhairkhan
- Rashaant
- Erdenekhairkhan

## Kinh tế
Sum có một trường học, bệnh viện và khu du lịch.